# شهرستان پروشوویتسه
شهرستان پروشوویتسه (به لهستانی: Powiat Proszowice) یک شهرستان در لهستان است که در استان لهستان کوچک‌تر واقع شده‌است. شهرستان پروشوویتسه ۴۱۴٫۵۷ کیلومتر مربع مساحت و ۴۳٬۴۴۱ نفر جمعیت دارد.